# Caso Trayvon Martin

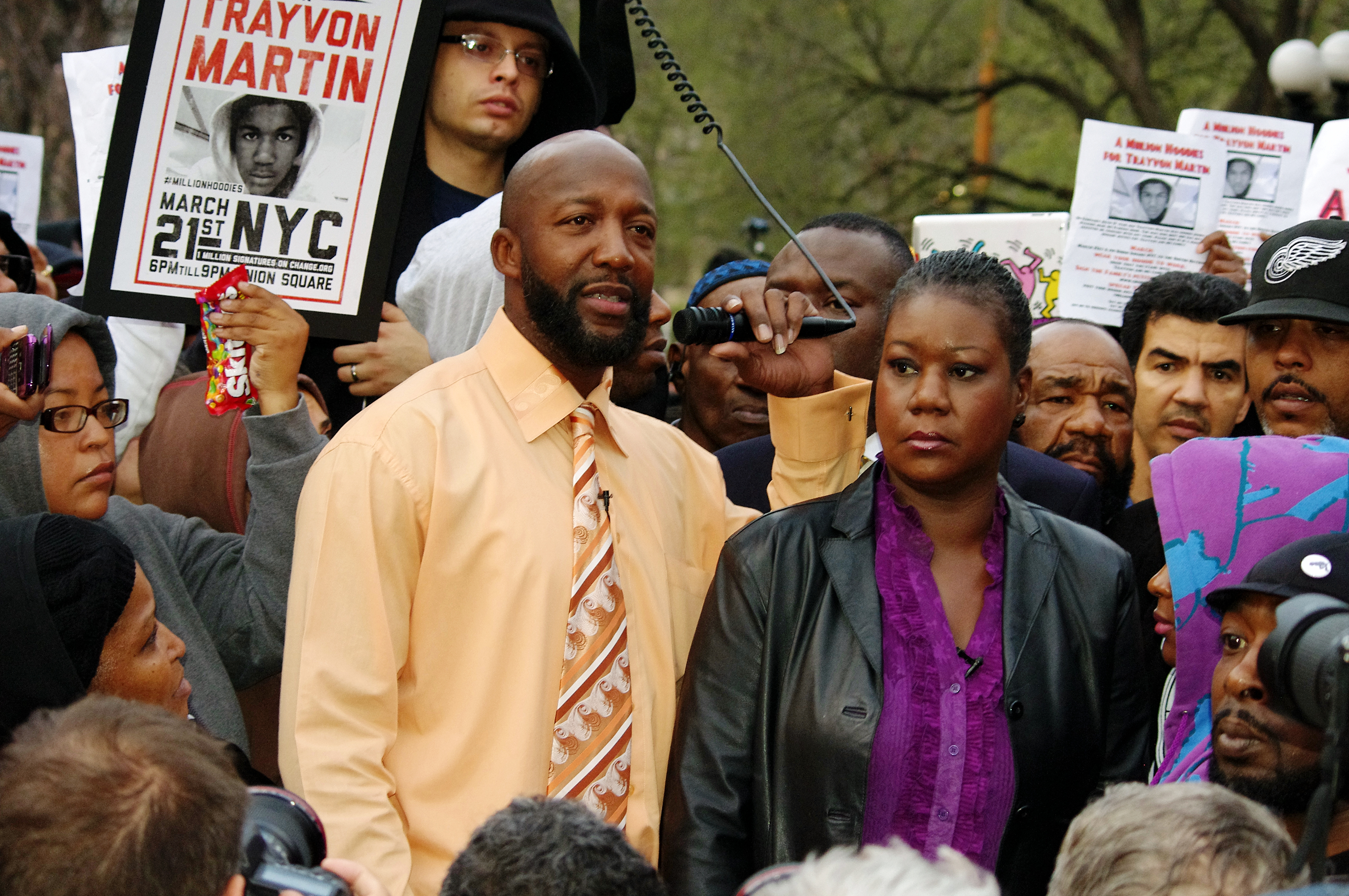
Pais de Trayvon durante um protesto em 2012

O Caso Trayvon Martin foi um assassinato ocorrido em Sanford, Flórida, Estados Unidos, em que o garoto Trayvon Martin foi alvejado pelo segurança George Zimmerman, na noite de 26 de fevereiro de 2012. Martin era um civil Afro-americano de 17 anos de idade, estudante do ensino médio. George Zimmerman, um homem de 28 anos de ascendência hispânica, era segurança de um condomínio onde Martin estava temporariamente hospedado e onde o tiroteio ocorreu. Após uma ligação de Zimmerman, a polícia chegou em dois minutos depois do disparo. Zimmerman foi levado em custódia. Ele apresentava uma lesão na cabeça, foi tratado e, em seguida, foi questionado por cinco horas. Por fim, acabou liberado sob a alegação de que o tiro foi em legítima defesa, fato que deu sequência a manifestações em várias cidades dos Estados Unidos.
O julgamento de Zimmerman começou em 10 de junho de 2013 em Sanford. Em 13 de julho de 2013, ele foi inocentado das acusações de assassinato em segundo grau e de homicídio culposo.
A repercussão dos rumores sobre o caso espalhados de que a real justificativa do crime seria racismo, os advogados de Zimmerman contestaram e prometeram publicamente mover ação civil contra a emissora de televisão NBC, acusando-a de "fabricar e vender um crime de racismo" e ter desrespeitado o veredito da Justiça.

## Ocorrência e Controvérsias
Trayvon Martin (*5 de fevereiro de 1995; † 26 de fevereiro de  2012 - Sanford, Florida) filho de Sybrina Fulton e Tracy Martin, que se divorciaram em 1999. Ele era um estudante ginasial na Dr. Michael M. Krop High School e morava com a mãe e o irmão mais velho em Miami Gardens, Flórida A professora de inglês de Trayvon, Michelle Kypriss, o descreveu como um estudante que tirava excelentes notas e que esbanjava ostentação, gosto pelos estudos e entusiasmo.
No dia do ocorrido, Trayvon e seu pai foram visitar a noiva do seu pai em seu condomínio aberto, o Twin Lakes em Sanford, uma comunidade multi-racial, onde o tiroteio ocorreu. Martin já havia visitado a noiva de seu pai, em Twin Lakes por diversas vezes antes.
Martin tinha sido suspenso da escola no período da sua morte, essa era a sua terceira suspensão disciplinar do ano. Uma suspensão foi por atraso e por evasão escolar. Outra suspensão em outubro de 2011 foi por causa de uma pichação, quando Martin foi observado por uma câmera de segurança em uma área restrita da escola efetuando a pichação de uma porta com a sigla "WTF" ("Que porra é essa" em português). Quando mais tarde ele foi procurado pelo departamento de polícia local, olhando para o marcador de grafite, o policial encontrou várias peças de jóias das mulheres em sua mochila, que Martin disse que um amigo tinha dado a ele. Uma chave de fenda também foi encontrado, o que foi descrito pelo investigador de polícia da escola como uma ferramenta de roubo. A jóia foi apreendida e entregue à polícia, mas nenhuma evidência jamais apareceu para indicar que a jóia foi roubada. A terceira suspensão de Martin envolveu um cachimbo de maconha e um saco contendo resíduo de maconha vazio. Martin não foi acusado de qualquer crime relacionado a estes incidentes. O Juiz Nelson determinou que a defesa poderia ter acesso aos registros de Martin, incluindo os detalhes dessas suspensões, bem como o acesso a sites de mídia social de Martin, mas descartou que eles não serão admitidas como prova durante o julgamento, a menos que eles podem ser mostrados para ser relevante.
Para a família Martin o advogado Benjamin Crump disse que os pais nunca tinha ouvido falar sobre a bolsa de jóias e que era completamente irrelevante para o que aconteceu em 26 de fevereiro. Os pais de Martin e seus advogados também disseram que o pedido da defesa para os registros escolares e de mídia social era uma "expedição de pesca", que visa a atacar seu filho e uma tentativa de assassinar o seu carácter.

## The Retreat At Twin Lakes

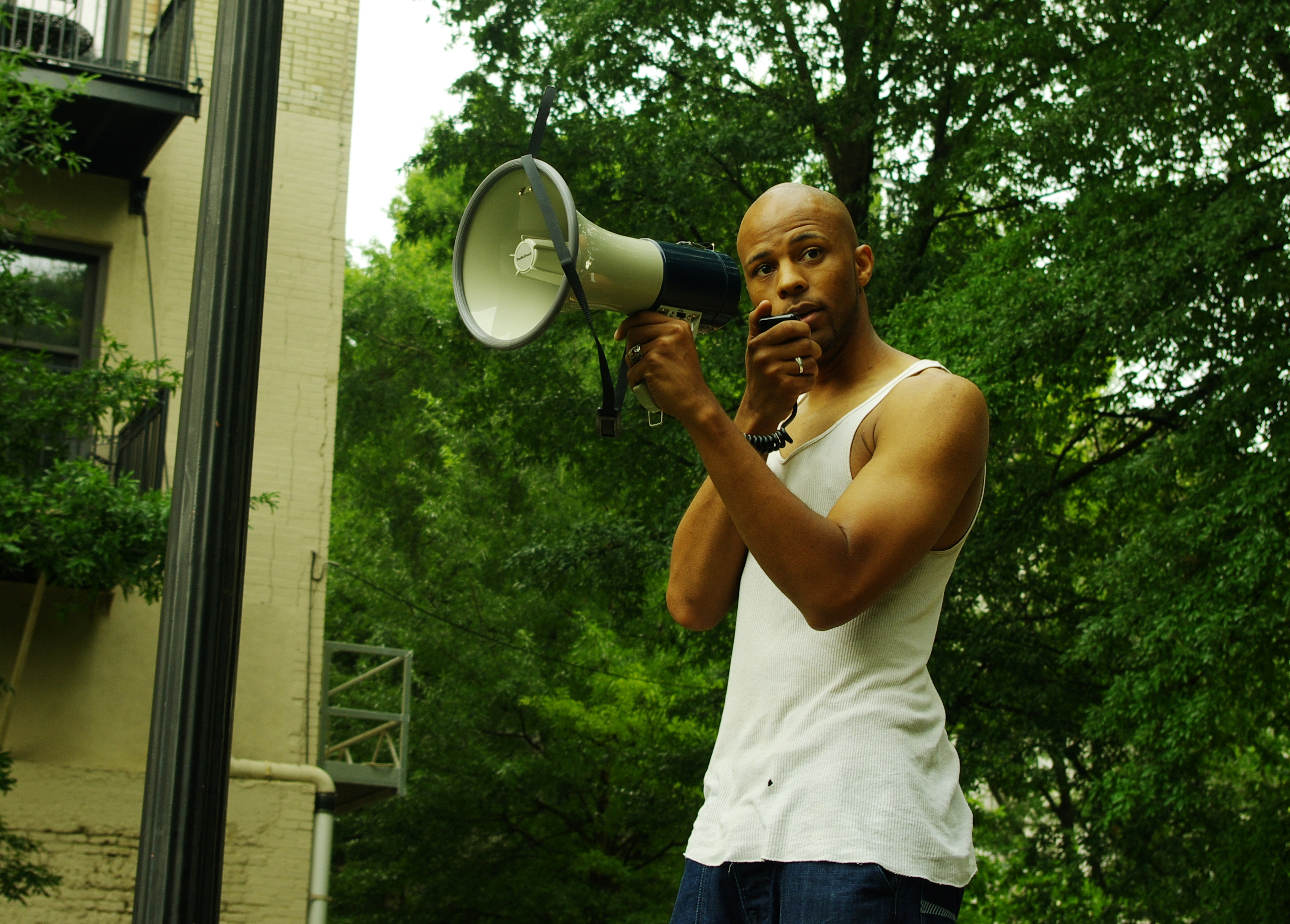
Andre Canty, do Centro de Pesquisa e Educação Highlander, discursa durante o “Justice for Trayvon Martin Rally” no Krutch Park, em Knoxville, Tennessee, Estados Unidos.

The Retreat at Twin Lakes é uma comunidade de 260 domicílios em um condomínio fechado em Sanford, Flórida. Sua população é de 49% de brancos não-hispânicos, 23% hispânicos (de qualquer raça), 20% de negros, e 5% da Ásia, de acordo com dados do Censo. Tanto George Zimmerman e noiva de Tracy Martin estavam alugando casas quando o tiroteio ocorreu. No momento do tiroteio, Martin tinha ficado com a noiva de seu pai em The Retreat.
De 1 de Janeiro de 2011 a 26 fevereiro de 2012, a polícia foi chamada para The Retreat 402 vezes. Durante os 18 meses que antecedem o 26 de fevereiro do assassinato, Zimmerman chamou a polícia por sete vezes. Em cinco dessas chamadas, Zimmerman relatou suspeita de que homens suspeitos rondavam a área, mas nunca disse a etnia dos homens sem ter sido solicitado pelos atendentes. os crimes cometidos antes da morte de Martin, inclui oito roubos, nove furtos, e um disparo. Residentes do Twin Lakes disseram que havia dezenas de relatos de tentativas de arrombamentos, que havia criado uma atmosfera de medo em sua vizinhança.
Em setembro de 2011, os moradores do Twin Lakes realizaram uma reunião para criar um programa de vigilância da vizinhança. Zimmerman foi selecionado pelos vizinhos como o coordenador do programa, de acordo com Wendy Dorival, um mediador entre o grupo de seguranças e o Departamento de Polícia de Sanford.
Três semanas antes do tiroteio, em 2 de fevereiro de 2012, Zimmerman chamou a polícia para denunciar um jovem olhando para as janelas de uma casa vazia. Zimmerman solicitou um carro da polícia, para averiguar o que estava acontecendo e esperou pela sua chegada. Até o momento que a polícia chegou, o suspeito fugiu. Em 6 de fevereiro, trabalhadores testemunharam dois jovens negros no pátio do condomínio na mesma época que sua casa foi assaltada. Um novo laptop e algumas jóias de ouro foram roubados. No dia seguinte, a polícia descobriu o laptop roubado na mochila de um jovem negro, o que levou à sua prisão. Zimmerman identificou o jovem como a mesma pessoa que ele tinha visto olhando para janelas em 2 de fevereiro.
Zimmerman tinha sido autorizado a transportar uma arma de fogo desde novembro de 2009. Em resposta a vários relatórios de Zimmerman sobre um pit bull solto na vizinhança, o que poderia ser uma ameaça a sua segurança, um oficial dos Serviços Animais Seminole aconselhou Zimmerman para "portar uma arma", de acordo com um amigo, em vez de contar com spray de pimenta para afastar o pit bull, que em uma ocasião tinha ameaçado sua esposa. Embora os voluntários de vigilância de bairro não sejam encorajados a portar armas, o chefe de polícia de Sanford, Bill Lee reconheceu que Zimmerman tinha o direito legal de levar a sua arma de fogo na noite do tiroteio.